# World Series of Poker 1984
Le World Series of Poker 1984 furono la quindicesima edizione della manifestazione. Si tennero dal 1º al 19 maggio presso il casinò Binion's Horseshoe di Las Vegas.
Il vincitore del Main Event fu Jack Keller.

## Eventi preliminari
| Evento                                    | Vincitore       | Premio   | Ultimo giocatore eliminato |
| ----------------------------------------- | --------------- | -------- | -------------------------- |
| $1.000 No Limit Hold'em                   | Dick Albano     | $117,000 | Bobby Hoff                 |
| $1.500 No Limit Hold'em                   | Todd Baur       | $133.500 | Dean Williams              |
| $1.000 Pot Limit Omaha                    | William Bennett | $84.000  | David Sklansky             |
| $1.000 seven card stud Split              | Norman Berliner | $50.000  | David Holzderber           |
| $1.000 Ace to Five Draw                   | Paul Fontaine   | $54.500  | David Baxter               |
| $1.000 Seven Card Razz                    | Mike Harthcock  | $40.000  | David Singer               |
| $5.000 Seven Card Stud                    | Jack Keller     | $137.500 | Harry Thomas               |
| $1.000 Employee Event No Limit Hold'em    | Sandy Stupak    | $14.000  | Sconosciuto                |
| $1.000 Limit Hold'em                      | Bob Martinez    | $135,000 | Jerry Todd                 |
| $1.000 Seven Card Stud                    | Mike Schneiberg | $65.000  | Norman Jay                 |
| $10.000 Deuce to Seven Draw               | Dewey Tomko     | $105.000 | Sam Angel                  |
| $5.000 Pot Limit Omaha                    | Dewey Tomko     | $135.000 | Roger Moore                |
| $500 Seven Card Stud riservato alle donne | Karen Wolfson   | $15.000  | Marsha Waggoner            |

## Main Event
I partecipanti al Main Event furono 140. Ciascuno di essi pagò un buy-in di 10.000 dollari.

### Tavolo finale
| Piazzamento | Nome                   | Premio   |
| ----------- | ---------------------- | -------- |
| 1°          | Jack Keller            | $660.000 |
| 2°          | Byron "Cowboy" Wolford | $264.000 |
| 3°          | Jesse Alto             | $132.000 |
| 4°          | David Chew             | $66.000  |
| 5°          | Rick Hamill            | $66.000  |
| 6°          | Curtis Skinner         | $52.800  |
| 7°          | Michael Allen          | $26.400  |
| 8°          | Howard Andrew          | $26.400  |
| 9°          | Rusty Lepage           | $26.400  |